# Bonamia apurensis
Bonamia apurensis är en vindeväxtart som beskrevs av D. F. Austin. Bonamia apurensis ingår i släktet Bonamia och familjen vindeväxter. Inga underarter finns listade i Catalogue of Life.